# 林蚺科
林蚺科（学名：Tropidophiidae）是蛇亞目下的一個蛇科，科內的蛇主要分佈在墨西哥至巴西一帶。與所有蛇類比較之下，林蚺科的蛇類體型由小型至中型不等，具備洞棲性。部分林蚺有著斑駁燦爛的體紋。目前林蚺科下有4個屬共22個種已被確認。

## 特徵
林蚺科的蛇類生活於新熱帶界，如伊斯帕尼奧拉島、牙買加、開曼群島以及古巴等地區。林蚺科是一個經常發現新蛇種的蛇科，這些蛇的體型細小，每條平均約只有30至60公分。牠們基本上都生活於地洞之中，只會在晚上或者雨天才較會移到地面。有一部分林蚺具備樹棲性，牠們有時會藏身於鳳梨科的樹木之中。牠們能因應日夜而利用蛇皮上的黑色微粒調整身體顏色的光暗度，務求讓自己適合於不同的時段活動。當牠們受到威脅之時，牠們會把身體捲成球狀；牠們有另一個更為奇特的自衛方式，就是能夠令自己的眼睛、嘴巴及鼻孔從體內滲出血水。

## 地理分佈
林蚺主要分佈在墨西哥南部及中美洲，範圍南及南美洲西北部（如哥倫比亞、厄瓜多爾及秘魯）以至巴西東南部。

## 品種
| 屬       | 學名及命名者              | 種數 | 異名 | 地理分佈                         |
| -------- | ------------------------- | ---- | ---- | -------------------------------- |
| 侏儒蚺屬 | Exiliboa，Bogert，1968    | 1    |      | 墨西哥                           |
| 硬鱗蚺屬 | Trachyboa，Peters，1860   | 2    |      | 巴拿馬、哥倫比亞及厄瓜多爾       |
| 林蚺屬T  | Tropidophis，Bibron，1840 | 17   |      | 加勒比地區、巴西、秘魯及厄瓜多爾 |
| 中美蚺屬 | Ungaliophis，Müller，1880 | 2    |      | 南墨西哥至中美洲                 |

## 保育狀況
本属所有种均被列為《瀕危野生動植物種國際貿易公約》附錄二的物種，被限制出口及貿易。

## 備註
1. 1 2 3 4  McDiarmid RW、Campbell JA、Touré T：《Snake Species of the World: A Taxonomic and Geographic Reference, vol. 1》頁511，Herpetologists' League，1999年。ISBN 1-893777-00-6
2. 1 2 3  . ITIS. 2007  [17 August, 2007].

## 外部連結
- （英文）TIGR爬蟲類資料庫：林蚺 （页面存档备份，存于）